# Черцето
Черцето (італ. Cerzeto, сиц. Cerzitu) — муніципалітет в Італії, у регіоні Калабрія,  провінція Козенца.
Черцето розташоване на відстані близько 410 км на південний схід від Рима, 85 км на північний захід від Катандзаро, 27 км на північний захід від Козенци.
Населення — 1354 особи (2014).
Щорічний фестиваль відбувається 29 червня. Покровитель — San Pietro.

## Демографія
Населення за роками:

Станом на 1 січня 2023 року в муніципалітеті офіційно проживало 75 іноземців з 20 країн, серед них 9 громадян країн Євросоюзу та 3 громадяни України.

## Сусідні муніципалітети
- Бізіньяно
- Червікаті
- Фускальдо
- Монграссано
- Сан-Мартіно-ді-Фініта
- Торано-Кастелло